# Helpless
Helpless (Helpless?) è il quarto singolo della rock band visual kei giapponese Moran. È stato pubblicato il 18 marzo 2009 dall'etichetta indie SPEED DISK.
Si tratta dell'ultima opera pubblicata dai Moran nella formazione originale, prima cioè dell'abbandono del chitarrista Velo e della morte del bassista Zill; successivamente prenderanno il loro posto rispettivamente Sizna e Shingo (quest'ultimo solo come musicista di supporto), ex componenti degli scioltisi Sugar.
Il singolo è stato stampato in una sola versione in confezione jewel case contenente un CD audio ed un DVD video.

## Tracce
Dopo il titolo è indicata fra parentesi "()" la grafia originale del titolo.
1. Helpless (Helpless?) - 4:29 (Hitomi - Zill)
2. Konya, tsuki no nai kaigan de (今夜、月のない海岸で?) - 3:18 (Hitomi - Velo)
3. Flower Bed (Flower Bed?) - 3:50 (Hitomi - Soan)

### DVD
1. Helpless (Helpless?); videoclip

## Altre presenze
- Helpless:
  - 03/07/2009 - Replay
- Konya, tsuki no nai kaigan de:
  - 03/07/2009 - Replay
- Flower Bed:
  - 03/07/2009 - Replay

## Formazione
- Hitomi - voce
- Velo - chitarra
- Zill - basso
- Soan - batteria